# MARK3

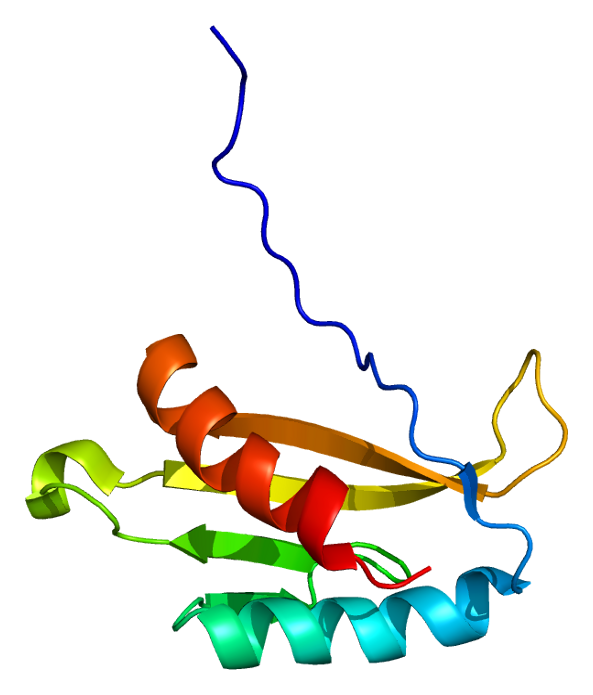
Struktura MARK3

MARK3 – gen kodujący białko kinazy białkowej serynowo-treoninowej. Gen MARK3 (MAP/microtubule affinity-regulating kinase 3), znany też jako CTAK1 i KP78, znajduje się w locus 14q32.3.